# Kazimierz Ajdukiewicz

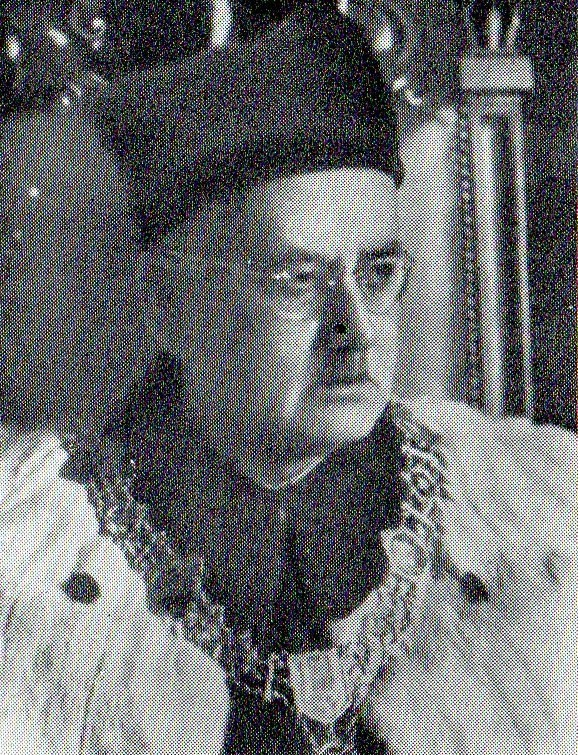
Kazimierz Ajdukiewicz

Kazimierz Jósef Stanislaw Ajdukiewicz (* 12. Dezember 1890 in Tarnopol, damals Österreich-Ungarn; † 12. April 1963 in Warschau) war ein polnischer Philosoph und Logiker der Lemberg-Warschau-Schule.

## Leben und Werk
Ajdukiewicz studierte Philosophie, Physik und Mathematik an der Universität Lemberg und promovierte dort 1912 bei Kazimierz Twardowski. 1921 habilitierte er sich in Warschau und arbeitete anschließend als Privatdozent an der Lemberger Universität (1922–1925) sowie an der Universität Warschau (1925–1928). 1928 wurde er Professor in Lemberg, wo er auch den Zweiten Weltkrieg erlebte. 1945 wurde er Professor an der Universität Posen und von 1948 bis 1952 ihr Rektor. Er leitete den Sektor Logik am polnischen Institut für Philosophie und Soziologie und war ab 1953 Chefredakteur der Zeitschrift Studia logica. Er brachte viele neuartige Ideen in die formelle Logik, Linguistik (Kategorialgrammatik), wissenschaftliche Methodologie und Theorie der Lehre ein.

## Werke

### Werke auf Polnisch
- 1921 Z metodologii nauk dedukcyjnych
- 1923 Główne kierunki filozofii
- 1928 Główne zasady metodologii nauk i logiki formalnej
- 1931 O znaczeniu wyrażeń
- 1934 Logiczne podstawy nauczania
- 1938 Propedeutyka filozofii
- 1948 Epistemologia i semantyka
- 1949 Zagadnienia i kierunki filozofii
- 1952 Zarys logiki
- 1958 Trzy pojęcia definicji
- 1964 Zagadnienia empiryzmu a koncepcja znaczenia
- 1965 Logika pragmatyczna
- 1960–1965 Język i poznanie: Wybór pism
- 1966– ausgewählte Artikel in Logiczna Teoria Nauki (Logische Theorie der Wissenschaft), Hrsg. T.Pawłowski, PWN, Warschau.

### Werke auf Englisch
- 1974 Pragmatic Logic, Dordrecht: Reidel, ISBN 90-277-0326-4.
- 1975 Problems and Theories of Philosophy, Cambridge: Cambridge University Press, ISBN 0-521-20219-1.
- 1978 The Scientific World-Perspective and Other essays 1931–1963, Dordrecht: Reidel, ISBN 90-277-0527-5.

### Werke auf Deutsch
- 1934 'Sprache und Sinn', Erkenntnis 4: 100–138.
- 1934 'Das Weltbild und die Begriffsapparatur', Erkenntnis 4: 259–287.
- 1935 'Die wissenschaftliche Weltperspektive', Erkenntnis 5: 22–30.
- 1935 'Sinnregeln, Weltperpektive, Welt', Erkenntnis 5: 165–168.
- 1936 'Die syntaktische Konnexität', Studia Philosophica, 1: 1–27 (begründete die Kategorialgrammatik).
- 1958 Abriss der Logik, Berlin: Aufbau-Verlag Berlin, Lizenz-Nr. 301 120/115/57